# San Juan de Manapiare
San Juan de Manapiare es un pueblo ubicado en el estado venezolano de Amazonas y capital del municipio Manapiare. Tiene una población de 8771 habitantes (según el censo 2011).

## Geografía
La aldea se halla en una zona selvática a orillas del río Manapiare, al sur de la Serranía Guanay y al este del Cerro Morrocoy.

## Historia
San Juan de Manapiare fue fundada en 1940 por el explorador Don Melicio Pérez.

## Transporte
Cuenta con una infraestructura vial muy limitada. No obstante, es posible llegar al pueblo por vía terrestre mediante vehículos 4x4, utilizando trochas que siguen el trazado de una antigua carretera construida a inicios de la década de 1970, la cual partía desde el río Orinoco hacia el sur, cruzando la Serranía de Guanay. Esta vía, sin embargo, se encuentra en estado de destrucción total desde al menos 1984.
El acceso también es posible por vía fluvial, utilizando rutas navegables a través del río Orinoco y su afluente el río Ventuari, los cuales siguen siendo medios fundamentales de comunicación en la región.
Adicionalmente, el pueblo dispone de una pista de aterrizaje.